# 2017년 전국체육대회
제98회 전국체육대회는 2017년 10월 20일부터 10월 26일까지 대한민국 충청북도에서 열렸다.

## 개요
- 대회명칭 : 제98회 전국체육대회
- 개최기간 : 2017년 10월 20일 ~ 2017년 10월 26일
- 개최지 : 충청북도 (주개최지 : 충주시)
- 구호 : 생명중심 충북에서 세계중심 한국으로
- 참가인원 : 19,650명
- 종별 : 일반부, 대학부, 고등부
- 마스코트 : 생명이와 태양이

## 종목

### 정식종목
| - 검도 - 골프 - 궁도 - 근대5종 - 농구 - 당구 - 댄스스포츠 - 럭비 - 레슬링 - 롤러 - 바둑 - 배구 - 배드민턴 | - 보디빌딩 - 복싱 - 볼링 - 사격 - 사이클 - 산악 - 세팍타크로 - 소프트볼 - 수상스키 - 수영 (경영, 다이빙, 수구) - 스쿼시 - 승마 - 씨름 | - 야구 - 양궁 - 역도 - 요트 - 우슈 - 유도 - 육상 - 정구 - 조정 - 철인3종 - 체조 - 축구 - 카누 | - 탁구 - 태권도 - 테니스 - 트라이애슬론 - 펜싱 - 핀수영 - 하키 - 핸드볼 |

### 시범종목
- 택견

## 종합순위
개최지
| 순위 | 지역           | 점수   | 금  | 은  | 동    | 합계  |
| 1    | 경기도         | 62,585 | 143 | 135 | 138   | 416   |
| 2    | 충청북도       | 50,808 | 57  | 69  | 104   | 230   |
| 3    | 서울특별시     | 49,726 | 102 | 82  | 116   | 330   |
| 4    | 경상북도       | 44,091 | 72  | 83  | 94    | 249   |
| 5    | 경상남도       | 38,580 | 60  | 60  | 93    | 213   |
| 6    | 충청남도       | 37,921 | 52  | 56  | 76    | 184   |
| 7    | 인천광역시     | 37,064 | 48  | 66  | 94    | 208   |
| 8    | 부산광역시     | 36,785 | 68  | 55  | 76    | 199   |
| 9    | 대구광역시     | 34,142 | 47  | 57  | 73    | 177   |
| 10   | 강원도         | 33,666 | 69  | 63  | 107   | 239   |
| 11   | 전라북도       | 32,453 | 44  | 47  | 79    | 170   |
| 12   | 대전광역시     | 31,876 | 48  | 42  | 71    | 161   |
| 13   | 전라남도       | 30,734 | 47  | 55  | 68    | 170   |
| 14   | 광주광역시     | 28,583 | 51  | 50  | 63    | 164   |
| 15   | 울산광역시     | 17,773 | 53  | 28  | 46    | 127   |
| 16   | 제주특별자치도 | 11,121 | 17  | 27  | 36    | 80    |
| 17   | 세종특별자치시 | 6,109  | 5   | 7   | 8     | 20    |
| 총계 | 총계           | 총계   | 983 | 982 | 1,342 | 3,307 |

### 최우수 선수상
최우수 선수상은 한국체육기자연맹 소속 기자들의 투표로 결정된다.
- 최우수 선수상(MVP) : 박태환 (인천광역시/수영)

- 자유형 200m, 400m, 배영 400m, 800m, 혼계영 400m에서 대회신기록 2개, 한국신기록 1개 등 총 5관왕 달성